# Böllhoff-Stadion
Das Böllhoff-Stadion, bis 2013 Stadion Brackwede, ist ein Fußballstadion mit Leichtathletikanlage in der nordrhein-westfälischen Stadt Bielefeld, Region Ostwestfalen-Lippe.

## Lage und Ausstattung
Das Stadion befindet sich im Bielefelder Stadtteil Brackwede an der Sauerlandstraße. Im Nordosten grenzt die Sportstätte an die Brackweder Realschule und im Südosten an das Brackweder Gymnasium. Etwas weiter südlich vom Stadion verläuft die ehemalige Bundesstraße 68. Das Fassungsvermögen liegt heute bei 3000 Plätzen. Sitzplätze sind nicht vorhanden. Die Spielfläche besteht aus Naturrasen und ist von einer Leichtathletiklaufbahn umgeben. Diese ist ähnlich wie die Bahn im Olympiastadion Berlin blau gefärbt. Das Stadion verfügt über sechs Flutlichtmasten. Neben dem Stadion befindet sich das Vereinsheim des SV Brackwede, das optisch an eine Kirche erinnert.

## Geschichte
Über die Eröffnung des Stadions ist nichts bekannt. Der Hauptnutzer des ursprünglich Stadion Brackwede genannten Stadions sind die Fußball- und Leichtathletikabteilung des SV Brackwede. Die Fußballer spielten insgesamt sechs Jahre in der höchsten westfälischen Amateurliga. Höhepunkte dabei waren stets die Derbys gegen die Spvg Steinhagen, zu deren Spielen bis zu 4000 Zuschauer in die jeweiligen Stadien kamen. Arminia Bielefelds zweite Mannschaft trug bis 2008 seine Heimspiele im Stadion Brackwede aus. Nachdem sich die Mannschaft für die im Jahre 2008 neu geschaffene NRW-Liga qualifizierte musste die Mannschaft in das innerstädtische Stadion Rußheide ausweichen, da das Brackweder Stadion nicht den Vorgaben entsprach. Seitdem nutzt Arminia Bielefeld das Stadion für die Heimspiele seiner männlichen A- und B-Jugend. Nachdem die Frauenmannschaft von Arminia Bielefeld vor dem Aufstieg in die 2. Bundesliga standen wurde das Böllhoff-Stadion als möglicher Spielort gehandelt, da der Sportplatz an der Schillerstraße nicht für die 2. Bundesliga geeignet ist. Schließlich wurde das Waldstadion Quelle als neue Spielstätte gewählt.
Dreimal nutzte der VfB 03 Bielefeld das Stadion für seine Heimspiele um die Westfalenmeisterschaft. Am 12. April 1953 empfing die Mannschaft den TSV Hüls und gewann das Spiel mit 2:0. Das zweite Heimspiel der Runde gegen SuS Niederschelden/Gosenbach trug der VfB auf der Königsbrügge, dem Stadion des TuS Eintracht Bielefeld aus. Zwei Jahre später qualifizierten sich die „Hüpker“ erneut für die Westfalenmeisterschaft und trug beide Heimspiele in Brackwede aus. Zunächst schlugen die Bielefelder am 10. April 1955 den Erler SV 08 mit 3:0. Das zweite Spiel am 7. Mai 1955 wurde gegen die Sportfreunde Siegen mit 1:0 gewonnen. Darüber hinaus wurde zweimal ein Entscheidungsspiel um die Meisterschaft der Landesliga Westfalen, Staffel 1 im Stadion Brackwede ausgetragen. Am 24. März 1954 besiegte der VfJ 08 Paderborn die SpVg Beckum mit 2:1. Zwei Jahre später setzte sich der SVA Gütersloh am 18. April 1956 mit 1:0 gegen Union Herford durch.
Das Brackweder Stadion war zweimal Ausrichter von Spielen der Westfalenauswahl im Amateur-Länderpokal. Am 13. Februar 1956 traf die Westfalenauswahl im Viertelfinal-Wiederholungsspiel auf die Mannschaft Hessens und verlor mit 2:4. Ein Jahr später wurde in Brackwede das Achtelfinalspiel Westfalens gegen Berlin gespielt. Am 23. September 1956 gewannen die Westfalen mit 2:0 nach Verlängerung.
Nach einer ersten Renovierung im Jahre 1989, bei der die Leichtathletiklaufbahn von einem Aschen- in einem Kunststoffbelag umgewandelt wurde, folgte in den Jahren 2012 und 2013 eine umfassende Renovierung. Unter anderem erhielt das Stadion eine blaue Laufbahn für Leichtathletikwettbewerbe. Dadurch können im Stadion nun Wettbewerbe nach den Standards des Weltverbands IAAF durchgeführt werden. Die Umbenennung wurde vom SV Brackwede beantragt und schließlich von der Brackweder Bezirksvertretung genehmigt. Mit der Umbenennung des Stadions bedankte sich der Verein bei der Firma Böllhoff, die große Summen für den Umbau gespendet hat.